# Robert Noyce
Pour les articles homonymes, voir Noyce.
Robert Norton Noyce, né le 12 décembre 1927 à Burlington et mort le 3 juin 1990 à Austin, surnommé « le maire de la Silicon Valley », est un physicien, informaticien et chef d'entreprise américain. Il est cofondateur de la société Intel en 1968 avec Gordon Moore et Andrew Grove.

## Biographie

### Jeunesse et formation
Robert Norton Noyce est le troisième des quatre fils de Ralph Noyce, un pasteur qui travaillait pour la Conférence des églises paroissiales de l'Iowa, et d'Harriet Norton Noyce.
Robert grandit dans la petite ville de Grinnell,dans l'Iowa, ville de puritains fondée au début du XVIe siècle. Robert se montre un garçon ordinaire, va à l'office le dimanche, fait partie des scouts, rien à part son intérêt pour les sciences ne peut laisser présager qu'il puisse devenir le révolutionnaire de la Silicon Valley.
Après ses études secondaires, il poursuit des études au Grinnell College (en) d'Iowa d'où il sort diplômé d'un bachelor of Science(Licence) en physique en 1949 puis d'un doctorat en physique du Massachusetts Institute of Technology de Boston en 1953.

### Carrière
Il rejoint William Shockley (un des pères du transistor) au Shockley Semiconductor Laboratory (en), département recherche et développement de la société Beckman Instruments, puis la quitte pour fonder la société Fairchild Semiconductor à Santa Clara avec sept collaborateurs surnommés les Huit traîtres / traitorous eight : Gordon Moore, Sheldon Roberts (en), Eugene Kleiner (en), Victor Grinich (en), Julius Blank (en), Jean Hoerni et Jay Last (en),,.
En 1958, il devient la figure la plus éminente de toute la Silicon Valley en inventant les circuits intégrés (puces) en silicium qui ont révolutionné l'électronique moderne et la Silicon Valley.
En 1960, Fairchild Semiconductor réalise 100% de son chiffre d'affaires avec l'armée. Cinq ans après, la société ouvre à Hong Kong la première d'une demi-douzaine d'usines, pour y produire cent mille transistors Planar par an. Les effectifs de la société sont multipliés par 40 entre 1963 et 1968.
Jack Kilby de la société Texas Instruments fait la même invention simultanément et indépendamment de son côté la même année.
En 1968, à la suite d'un désaccord avec la stratégie de leur entreprise, il quitte Fairchild Semiconductor avec Gordon Moore pour fonder la société Intel à Santa Clara dans la Silicon Valley en Californie. Ils sont rapidement rejoints par le troisième cofondateur Andrew Grove. Ils parviennent par leur simple notoriété à trouver l'avance de deux millions et demi de dollars nécessaire à leur nouvelle entreprise.
L'entrée en Bourse d'Intel est effectuée à 23,50 dollars par action. Elle a permis de recueillir 6,8 millions de dollars. Les salariés et actionnaires avaient jusque là acheté en moyenne, au cours des trois années précédentes leurs actions six fois moins cher, soit 4,06 dollars. 
Ils fabriquent dans un premier temps des circuits intégrés et des mémoires avant que Marcian Hoff, un des ingénieurs d'Intel, invente le microprocesseur avec l'Intel 4004 en 1971 qui devient le fer de lance de l'entreprise et la propulse constructeur numéro un mondial de circuits intégrés de type microprocesseur jusqu'à ce jour (classement des vingt premiers fabricants de semi-conducteurs).
Il a été détesté par le PDG d'Intel Andrew Grove qui le trouvait trop « bon garçon », attitude qui l'irritait profondément[réf. souhaitée].
Le siège social d'Intel à Santa Clara dans la Silicon Valley, porte son nom en son honneur : Robert Noyce Building ainsi que le centre des sciences de l'Université Grinnell d'Iowa.
Il est surnommé le Maire de la Silicon Valley.

### Vie privée

#### Mariages
- En 1953, il épouse Elizabeth Bottomley, ils ont 4 enfants, le couple divorce en 1974.
- En 1974, il épouse Ann Bowers[2]

#### Décès
Le 3 juin 1990, il meurt au Seton Medical Center d'Austin, peu de temps après son admission, des suites d'un infarctus qui l'a foudroyé chez lui, à Austin, à l'âge de 62 ans,,.

## Prix et distinctions
- 1978 : récipiendaire de la médaille d'honneur de l'Institute of Electrical and Electronics Engineers (IEEE), pour son invention des circuits intégrés en silicium, considérés comme la « pierre angulaire de l'électronique moderne »
- 1979 : récipiendaire de la National Medal of Science qui lui est remise par le Président Jimmy Carter[14]

## Héritage
En 1990, la famille de Robert Noyce crée la Noyce Foundation qui a pour mission de valoriser la recherche scolaire et universitaire, elle cesse ses activités en 2015.
En 2002, sous les auspices de la National Science Foundation, est lancé le Robert Noyce Teacher Scholarship Program qui, notamment, délivre des bourses d'études pour des étudiants et des chercheurs.